# Beverly Cleary
Beverly Cleary Atlee (née Bunn, McMinnville, 12 de abril de 1916 – Carmel, 25 de março de 2021) foi uma escritora americana de literatura infantojuvenil. 91 milhões de cópias de seus livros foram vendidos em todo o mundo desde que seu primeiro livro foi publicado em 1950. Alguns dos personagens mais conhecidos de Cleary são Henry Huggins e seu cachorro Ribsy, Ramona Quimby e Beezus Quimby e Ralph S. Mouse.
A maioria dos livros de Cleary é ambientada no bairro de Grant Park, no nordeste de Portland, Oregon, onde ela foi criada, e ela foi creditada como uma das primeiras autoras da literatura infantil a retratar realismo emocional nas narrativas de seus personagens, muitas vezes crianças em famílias de classe média.
Ela ganhou o National Book Award de 1981 por Ramona and Her Mother e a Newbery Medal de 1984 por Dear Mr. Henshaw. Por suas contribuições vitalícias à literatura americana, Cleary recebeu a Medalha Nacional de Artes, o reconhecimento como uma lenda viva da Biblioteca do Congresso e a Medalha Laura Ingalls Wilder, da Associação de Serviço de Biblioteca para Crianças. A Beverly Cleary School, uma escola pública em Portland, recebeu o seu nome e várias estátuas de seus personagens mais famosos foram erguidas em Grant Park, Portland, em 1995.

## Primeiros anos

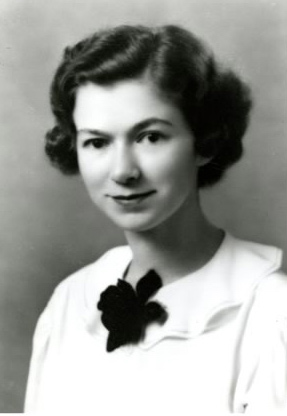
Cleary no último ano da Universidade da Califórnia, Berkeley, 1938.

Beverly Atlee Bunn nasceu em 12 de abril de 1916, em McMinnville, Oregon. Era filha única e durante a infância viveu em uma fazenda na zona rural de Yamhill, Oregon, Sua mãe era professora e seu pai era fazendeiro.  Ela foi criada como presbiteriana. Quando tinha seis anos, sua família mudou-se para Portland, Oregon, onde seu pai havia conseguido um emprego como agente de segurança bancária.
A adaptação de viver no campo para a cidade foi preocupante para Cleary, e ela teve problemas na escola; na primeira série, sua professora colocou-a em um grupo para leitores em dificuldades. Cleary disse: "A primeira série foi separada em três grupos de leitura - Bluebirds, Redbirds e Blackbirds. Eu era um Blackbird. Ser um Blackbird era ser desonrado. Eu queria ler, mas de alguma forma não conseguia."  Com a ajuda de uma bibliotecária escolar que a apresentou aos livros que ela gostava, Cleary alcançou a terceira série e passou a gastar muito tempo lendo e na biblioteca. Na sexta série, uma professora sugeriu que Cleary se tornasse uma escritora infantil baseada em redações escritas por ela para as tarefas da classe. Cleary se formou na Grant High School, em Portland.
Depois do ensino médio, Cleary entrou no Chaffey College em Alta Loma, Califórnia, com aspirações de se tornar uma bibliotecária infantil. Depois de dois anos em Chaffey, ela foi aceita na Universidade da Califórnia em Berkeley, onde obteve o título de bacharel em língua inglesa em 1938.  Também conheceu seu futuro marido, Clarence Cleary, durante seu tempo em Berkeley. Enquanto estava na faculdade, Cleary trabalhava em biscates para pagar suas mensalidades, inclusive trabalhando como costureira e camareira. Em 1939, ela se formou na Faculdade de Biblioteconomia e Ciência da Informação da Universidade de Washington com mestrado em biblioteconomia e aceitou uma posição de um ano como bibliotecária infantil em Yakima, Washington. Seus pais desaprovaram seu relacionamento com Cleary, um católico romano, então o casal fugiu e se casou em 1940. Após a Segunda Guerra Mundial, eles se estabeleceram em Carmel-by-the-Sea, Califórnia.

## Carreira
Depois de sua graduação na Universidade de Washington em 1939, ela trabalhou como bibliotecária infantil em Yakima, Washington, e depois como bibliotecária dos correios no Hospital do Exército dos EUA em Oakland, Califórnia. Em 1942, ela começou a trabalhar como escritora em tempo integral para crianças.
Como bibliotecária infantil, Cleary simpatizou com seus jovens frequentadores, que tinham dificuldade em encontrar livros com personagens com os quais pudessem se identificar e ela se esforçou para encontrar livros suficientes que os atraíssem. Depois de alguns anos fazendo recomendações e lendo histórias ao vivo em seu papel como bibliotecária, Cleary decidiu começar a escrever livros infantis sobre personagens com que os jovens leitores poderiam se relacionar. Cleary disse: "Acredito nesse espírito missionário" entre os bibliotecários infantis. As crianças merecem livros de qualidade literária e os bibliotecários são tão importantes para incentivá-los a ler e selecionar livros que sejam apropriados".
O primeiro livro de Cleary, Henry Huggins (1950), foi aceito para publicação imediata e foi o primeiro de uma série de livros de capítulos fictícios sobre Henry, seu cachorro Ribsy, sua amiga de vizinhança Beezus e sua irmãzinha Ramona. Como muitos de seus trabalhos posteriores, Henry Huggins é um romance sobre pessoas que vivem vidas comuns e é baseado nas próprias experiências de infância de Cleary, nas crianças de sua vizinhança, bem como nas crianças que conheceu enquanto trabalhava como bibliotecária.
O primeiro livro de Cleary a centrar uma história sobre as irmãs Quimby, Beezus e Ramona, foi publicado em 1955. Uma editora pediu-lhe para escrever um livro sobre um aluno do jardim de infância. Cleary resistiu, porque ela não tinha frequentado o jardim de infância, mas depois mudou de ideia depois do nascimento de seus gêmeos. Ela escreveu duas memórias, A Girl from Yamhill (1988) e My Own Two Feet (1995). Durante uma entrevista de 2011 para o Los Angeles Times, aos 95 anos, Cleary declarou: "Eu tive uma carreira excepcionalmente feliz".

## Recepção crítica
Os livros de Cleary têm sido historicamente reconhecidos por sua atenção às minúcias diárias da infância, especificamente a experiência de crianças que crescem em famílias de classe média. Leonard S. Marcus, historiador de literatura infantil, disse sobre o trabalho de Cleary: "Quando você tem a idade certa para ler os livros de Cleary, provavelmente está no seu momento mais impressionável da vida como leitor. [Seus livros] entretêm as crianças e lhes dão coragem e discernimento sobre o que esperar de suas vidas". O emprego de humor de Cleary também foi notado pelos críticos; Roger Sutton, da The Horn Book Magazine, observa: "Cleary é engraçada de uma maneira muito sofisticada. Ela chega muito perto da sátira, que eu acho que é por isso que adultos gostam dela, mas ela ainda é profundamente respeitosa com seus personagens - ninguém ri à custa de outra pessoa. Eu acho que as crianças apreciam que estão em igualdade com os adultos".
Pat Pflieger, professor de literatura infantil na West Chester University, comentou: "Os livros de Cleary perduram porque ela entende seu público. Ela sabe que às vezes eles estão confusos ou assustados com o mundo ao seu redor, e que eles se sentem profundamente sobre coisas que os adultos podem desconsiderar". Eliza Dresang, professora de serviços para crianças e jovens da Escola de Informação da Universidade de Washington, disse: "Esses livros não parecem tão radicais agora, mas foram quando ela os estava escrevendo". Dresang também disse que os tópicos abordados foram retratados com honestidade e precisão. Twentieth-Century Children's Writers disse: "O impacto de Beverly Cleary como escritora infantil não pode ser superestimado... seu extraordinário talento em criar personagens jovens memoráveis cujo espírito exuberante e entusiasmo pela vida atraem tanto jovens como velhos leitores". :210

## Últimos anos
Em 1955, Cleary deu à luz gêmeos, Malcolm e Marianne. Cleary viveu em Carmel Valley, Califórnia, desde antes da morte do marido em 2004; Desde 2016, morou em um lar de idosos lá.
Cleary celebrou seu 100.º aniversário em 12 de abril de 2016, evento que foi notado em várias fontes de notícias.
Cleary morreu em 25 de março de 2021, aos 104 anos de idade, em Carmel.

## Homenagens e legado

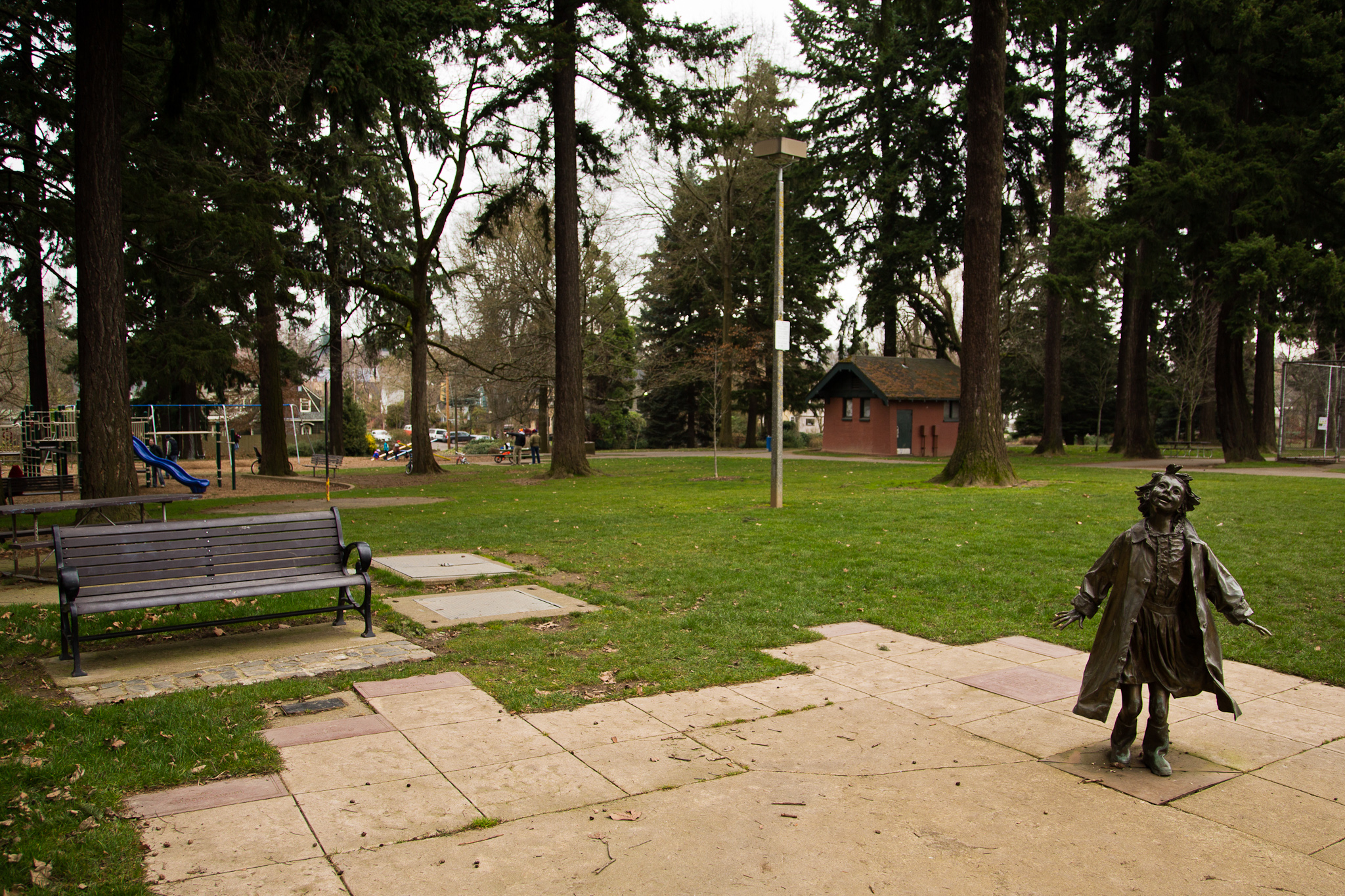
Estátua de Ramona Quimby em Grant Park, Portland

Em 1975, Cleary ganhou o Prêmio Laura Ingalls Wilder da American Library Association por "contribuições substanciais e duradouras à literatura infantil". Ela foi a indicada dos EUA para o prêmio bienal internacional Hans Christian Andersen Award em 1984. Em abril de 2000, ela foi nomeada lenda viva da Biblioteca do Congresso na categoria de escritores e artistas por suas contribuições para a herança cultural dos Estados Unidos. Ela recebeu a Medalha Nacional de Artes em 2003.
Os livros de Cleary foram publicados em mais de 25 idiomas diferentes e foram reconhecidos por muitos prêmios e honrarias. Caro Sr. Henshaw ganhou a Medalha de Newbery em 1984, e Honras de Newbery foram conferidas a Ramona e seu pai em 1978 e Ramona Quimby, 8 anos em 1982. Ela venceu o National Book Award de 1981 na categoria de ficção infantil para Ramona e sua mãe, o prêmio William Allen White Children's Book para Socks (1973), a medalha Regina da Associação Católica de Bibliotecas (1980) e a publicação Every Child Book Council. Award (1985).
Em 2012, Ramona the Pest foi classificada em 24º lugar entre todos os romances infantis em uma pesquisa publicada pelo School Library Journal, mensalmente com uma audiência principalmente norte-americana. The Mouse and the Motorcycle (89) e Ramona and Her Father (94) também estavam entre os 100 melhores.
A editora HarperCollins reconhece seu aniversário, 12 de abril, como Dia Nacional de Abandonar Tudo e Ler [National Drop Everything and Read Day (DEAR)], na promoção da leitura silenciosa sustentada.
Em Portland, Oregon, o ramal de Hollywood da Biblioteca do Condado de Multnomah, perto de onde ela morava quando criança, encomendou um mapa do bairro Klickitat Street de Henry Huggins para a parede do saguão. Estátuas de seus personagens Henry Huggins, o cachorro de Huggins, Ribsy, e Ramona Quimby podem ser encontradas no Jardim de Esculturas Beverly Cleary for Children, que faz parte do Grant Park em Portland, no bairro Hollywood-Fernwood.
Em 1997, a Biblioteca Central, no centro de Portland, Oregon, que funciona como ramal principal do sistema de bibliotecas do Condado de Multnomah, dedicou sua ala infantojuvenil como Biblioteca Infantil Beverly Cleary.
Em junho de 2008, a escola do bairro frequentada por Cleary, anteriormente Fernwood Grammar School foi oficialmente renomeada Beverly Cleary School.
Em 2004, a Escola de Informação da Universidade de Washington concluiu a arrecadação de fundos para a Cátedra Beverly Cleary para Serviços para Crianças e Jovens, para honrar seu trabalho e compromisso com a biblioteconomia. Em 2008, a escola anunciou que havia sido selecionada como a próxima recebedora do Prêmio Alumnus Summa Laude Dignatus da universidade, a mais alta honraria que a Universidade de Washington pode conceder a um graduado.
Cleary tem um salão residencial para 220 estudantes na Universidade da Califórnia, Berkeley, em homenagem a ela, chamada Beverly Cleary Hall.
Cleary foi mencionada como uma grande influência por outros autores, incluindo Laurie Halse Anderson, Judy Blume, Lauren Myracle e Jon Scieszka.

## Obras
Publicações:
- Henry Huggins,[105] Morrow, 1950 †
- Ellen Tebbits,[106] Morrow, 1951
- Henry and Beezus,[107] Morrow, 1952 †
- Otis Spofford,[108] Morrow, 1953
- Henry and Ribsy,[109] Morrow, 1954 †
- Beezus and Ramona,[110] Morrow, 1955 ‡
- Fifteen,[111] Morrow, 1956
- Henry and the Paper Route,[112] Morrow, 1957 †
- The Luckiest Girl,[113] Morrow, 1958
- Jean and Johnny,[114] Morrow, 1959
- The Hullabaloo ABC,[115] Parnassus, 1960
- The Real Hole,[116] Morrow, 1960
- Leave It To Beaver, Berkley, 1960
- Beaver and Wally,[117] Berkley, 1961
- Here's Beaver!,[118] Berkley, 1961
- Two Dog Biscuits,[62] Morrow, 1961
- Emily's Runaway Imagination,[62] Morrow, 1961
- Henry and the Clubhouse, Morrow, 1962 †
- Sister of the Bride, Morrow, 1963
- Ribsy, Morrow, 1964 †
- The Mouse and the Motorcycle,[62] Morrow, 1965
- The Growing-Up Feet,[62] Morrow, 1967
- Mitch and Amy,[62] Morrow, 1967
- Ramona the Pest,[62] Morrow, 1968 ‡
- Runaway Ralph,[62] Morrow, 1970
- Socks,[62] Morrow, 1973
- Ramona the Brave,[62] Morrow, 1975 ‡
- Ramona and Her Father,[62] Morrow, 1977 ‡
- Ramona and Her Mother,[62] Morrow, 1979 ‡
- Ramona Quimby, Age 8,[62] Morrow, 1981 ‡
- Ralph S. Mouse, Morrow,[62] 1982
- Dear Mr. Henshaw,[62] Morrow, 1983
- Ramona Forever,[62] Morrow, 1984 ‡
- The Ramona Quimby Diary,[62] Morrow, 1984
- Lucky Chuck,[62] Morrow, 1984
- Janet's Thingamajigs,[62] Morrow, 1987
- A Girl from Yamhill,[62] Morrow, 1988
- Muggie Maggie,[62] Morrow, 1990
- Strider,[62] Morrow, 1991
- Petey's Bedtime Story,[62] Morrow, 1993
- My Own Two Feet,[62] Morrow, 1995
- Ramona's World,[62] Morrow, 1999 ‡
- Two Times the Fun[62] (omnibus containing The Real Hole, Two Dog Biscuits, The Growing-Up Feet, and Janet's Thingamajigs), Morrow, 2005

 † série Henry Huggins (1950-1964) 
 ‡ Série Ramona (1955-1999) 

## Adaptações
- Ramona (1988): série de TV canadense em 10 partes que estrelou Sarah Polley como Ramona Quimby aos 8 anos.[120]
- Ramona and Beezus (2010): Filme estrelado por Joey King como Ramona e Selena Gomez como Beezus.